# 南化玄興
南化玄興（なんかげんこう）は、室町時代後期（戦国時代）から江戸時代初期にかけての臨済宗の僧。南化宗興とも。別号に虚白。快川紹喜の法嗣で妙心寺58世を務め、同時代の多くの戦国武将の帰依を受けた。後陽成天皇の帰依も厚く、定慧円明国師（じょうええんみょうこくし）と諡された。

## 生涯
美濃国に生まれる。『新版禅宗大辞典』は俗姓を一柳とする。小野藩主一柳家に伝わる文書によれば、一柳宣高の子であるという（これを信じれば、豊臣秀吉に仕えて大名となった一柳直末・直盛兄弟の叔父にあたる）。『妙心寺史』（1917年）では土岐氏出身とも一柳氏出身とも記す。
邦叔宗禎により得度し、その後崇福寺（現在の岐阜市長良福光）の住持を務めていた快川紹喜（美濃国出身、土岐氏の一族という）に師事、永禄7年（1564年）に甲斐武田家に招かれた師とともに甲斐国恵林寺（甲州市塩山小屋敷）にあって印可を得た。『妙心寺史』によれば永禄末年、稲葉良通（稲葉一鉄）が母の菩提寺として創建した華渓寺（大垣市曽根町）の開山となり、僧俗の輿望を集めたという。一柳氏と稲葉氏は、伊予河野氏の流れを汲む同族とされる。
元亀元年（1570年）に33歳で妙心寺58世住持となり（最初に住持になった年を天正元年（1573年）とする記述もある）、4度にわたって住持を務めている。天正4年（1576年）、織田信長が安土城を築城した際には、天龍寺の策彦周良の推挙で「安土山記」を記し、信長を喜ばせたという。天正9年（1581年）には美濃国瑞龍寺（岐阜市寺町）に住した。
快川紹喜の弟子であることから、甲斐武田氏との縁も深かった。天正8年（1580年）に武田勝頼が織田信長との和睦（甲濃和親）を模索した際には、交渉の一端を担っている。天正10年（1582年）、武田家滅亡後に京都でさらされていた武田勝頼・信勝および信豊の首を、信長を説得して妙心寺に引き取り、先に妙心寺玉鳳院に建立していた武田信玄の分骨墓（五輪塔）の傍らに埋葬し、葬儀を行っている。
天正14年（1586年）には、一柳直末を開基として妙心寺に塔頭の大通院を開く。
天正18年（1590年）には、衰微していた尾張国妙興寺（一宮市大和町）に入って興隆に努め、中興となる。
天正19年（1591年）に豊臣鶴松が没すると、妙心寺における葬儀を主導した。鶴松の守役の石川光重が南化玄興に帰依していた縁があるという。鶴松の菩提寺として創建された京都東山の祥雲寺の開山となる。この祥雲寺はのちに徳川家のもとで智積院に合併されるが、2世住持の海山元珠（南化の法嗣）は鶴松と南化の木像を背負って隣華院に退去したと伝わっている。
鶴松の葬儀を契機として南化玄興は秀吉の寵信を得、法席は大いに賑わった。とくに山内一豊・稲葉貞通・脇坂安治は「南化下の三居士」と呼ばれ、大外護となったという。山内一豊は大通院を支え（一豊の子である湘南宗化が2世住持として中興、以後山内家の菩提寺となる）、稲葉貞通は慶長2年（1597年）に父一鉄の菩提を弔うために智勝院を建立して法嗣の単伝士印を開山とした。なお、一柳氏の「大通院」・稲葉氏の「智勝院」の名称は、両氏が祖先とする河野氏の氏神（オオヤマツミ）の本地仏が大通智勝仏であることによる。

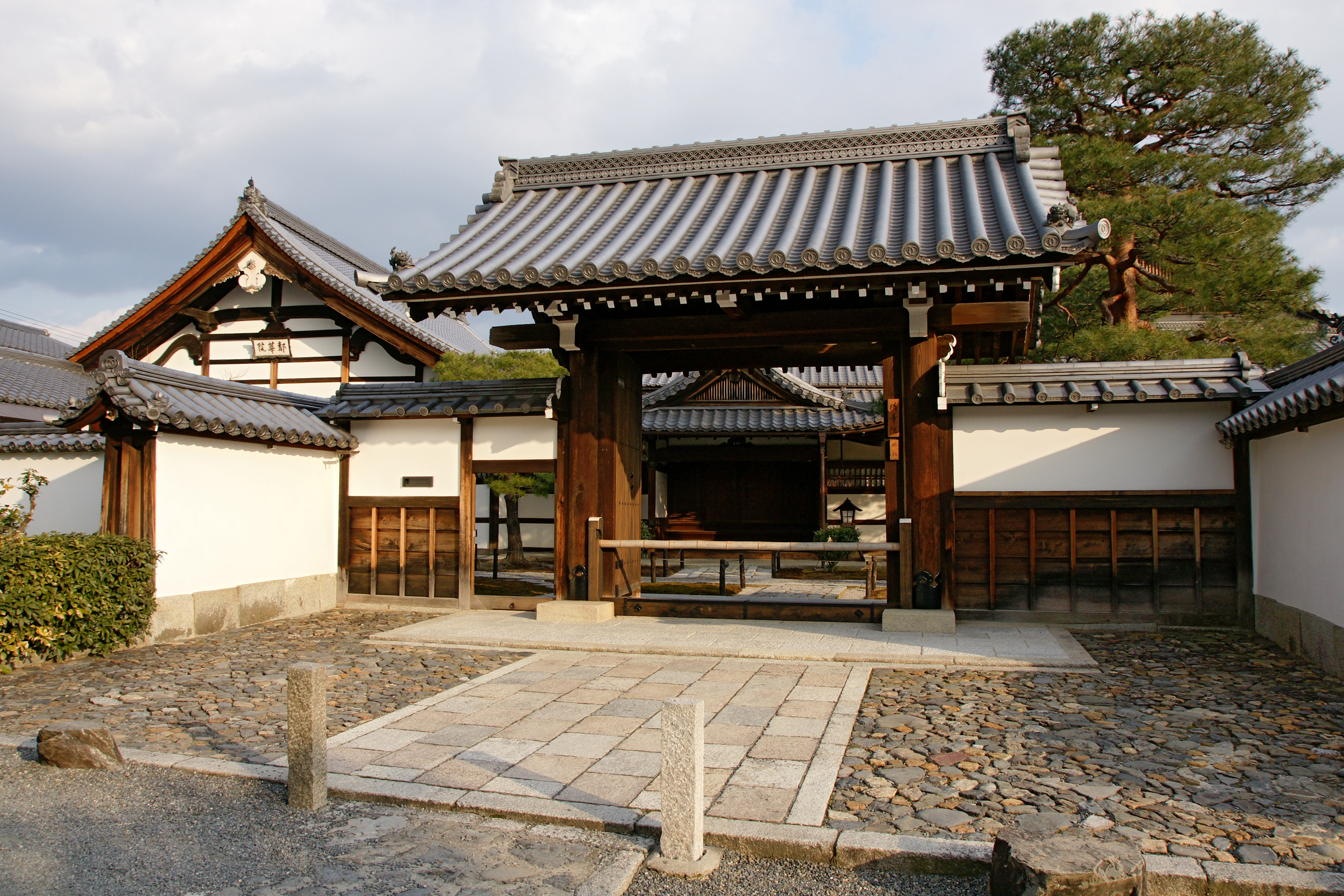
妙心寺隣華院

慶長4年（1599年）に脇坂安治が開基となって開いた妙心寺塔頭・隣華院に、開祖として請われた。隣華院は、南化の退居庵として安治が建立したものとされる。実際に入寺したのが慶長9年（1604年）というが、慶長9年5月20日（1604年6月17日）、隣華院で示寂。翌慶長10年（1605年）、1周忌に際して後陽成天皇から「定慧円明国師」の号を与えられた。
文集として『定慧円明国師虚白録』3巻及び外集1巻（別名『虚白録』『（南化和尚）虚白外集』）がある。多くの画賛を行っており、著名なものでは高台寺所蔵の豊臣秀吉像（狩野光信筆）への著賛がある。秀吉像への著賛は、田中吉政（兵部）の求めに応じたものという。

## 法統
師
- 快川紹喜

主な法嗣
- 単伝士印[27] - 妙心寺智勝院開山
- 湖南宗嶽[27] - 月桂院（岐阜県揖斐川町）、月桂寺（大分県臼杵市）開山
- 三江紹益[27] - 高台寺中興開山
- 泰雲宗峻[27] - 妙心寺住持
- 龍雲宗珠[27] - 大慈寺（鹿児島県志布志市）住持
- 禹門玄級[27] - 梅林寺（福岡県久留米市）開山
- 鼇山景存[27]
- 海山元珠 - 祥雲寺2世、妙心寺雲祥院開祖

## 備考
- 恵林寺が焼き討ちにあった際に落ち延びた数人の僧侶がおり（一鶚宗純など）、快川紹喜らの最期の逸話が伝えられたとされる。『常山紀談』では、快川紹喜の命を受けて最初に山門から飛び降りた弟子を「南華」と記しており[28]、これを南化玄興ととらえるものもあるが[29]、この「南華」は湖南宗嶽の誤記である[28]
- 隣華院には、南化玄興像のほか、着用していた袈裟や、墨蹟などが伝わる[30]。